# 侯延爽

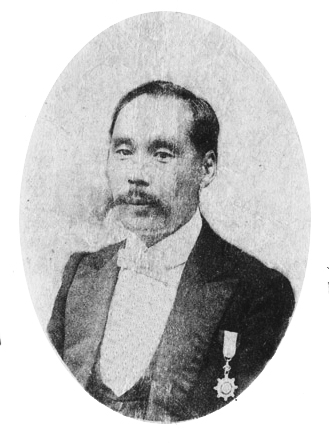

侯延爽（1871年—1942年），字雪舫，道名侯素爽，山东省东平县大羊乡大羊村人。清朝及中华民国政治人物。

## 生平

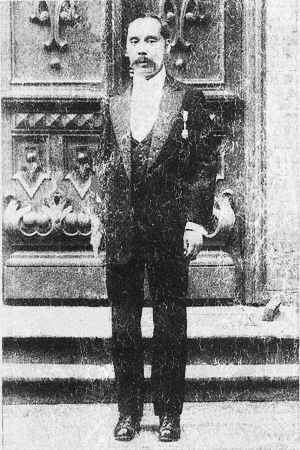

侯延爽幼年在私塾念书，后来随东平教谕傅旭安（傅斯年之父）学习。光绪二十八年（1902年），侯延爽中举人，次年中进士；同年閏五月，以主事分部学习，历官刑部主事，后作为首批中国留日学生到日本学习法政三年。
中华民国初年，侯延爽历任北京临时参议院议员、民元国会众议院议员、哈尔滨中国银行行长兼滨江关监督。民国四年（1915年）12月滨江农产银行成立，他任经理。1921年，他辞职到济南闲居。后来他加入了山东省红卍字会，道名“侯素爽”，从事慈善事业。民国二十六年（1937年），他拒绝了日本人控制下的山东省省长唐仰杜（唐仰杜是侯延爽的世侄）提出的出山到政府任职的邀请。民国三十一年（1942年）病逝。